# Мэпп, Джастин
Джастин Мэпп (род. 18 октября 1984; Брандон, Миссисипи, США) — американский футболист, выступавший на позиции полузащитника. Во время игровой карьеры Мэпп характеризовался как универсальный игрок, известный «не только скоростью и творческим мышлением, но и способностью играть в центре поля и развивать атаки».

## Карьера

### Клуб
В 2001 году Мэпп окончил Академию IMG и подписал контракт с Проектом-40. Он был подписан «Ди Си Юнайтед» четвёртым в Супердрафте MLS 2002, но сыграл всего 28 минут в составе «Юнайтед» за свой первый сезон в профессиональном футболе. Перед началом сезона 2003 года «Чикаго Файр» приобрёл Мэппа в обмен на Дмитрия Коваленко, Мэпп стал ключевым игроком в команде и помог ей в 2003 году выиграть Открытый кубок США по футболу. За два сезона с «Файр» Мэпп забил шесть голов и отдал семь результативных передач.
После восьми лет в Чикаго 26 июля 2010 года Мэпп был продан в «Филадельфия Юнион». В 11 туре сезона 2011 года Мэпп выиграл титул «Игрок недели» за оформление дубля в матче против «Торонто», который закончился со счётом 6:2 в пользу «Юнион». Игра Мэппа в матче заслужила признание общества Футбольных репортёров Северной Америки. Один из его голов был даже номинирован на титул «Гол недели». 8 июня Мэпп попал в список кандидатов на матч всех звёзд MLS. 28 июня он стал лидером SMS-голосования, по итогам которого набирался состав на матч всех звёзд.
После 1,5 сезона в Филадельфии 23 ноября 2011 года Мэпп был куплен дебютантом лиги «Монреаль Импакт» в рамках Драфта расширения MLS 2011 года. По словам Мэппа, он был удивлён тем, что «Юнион» продал его. 29 мая 2013 года Мэпп был награждён Трофеем Джорджа Гросса за хорошую игру в канадском чемпионате, где «Импакт» в финале одержал победу над «Ванкувер Уайткэпс». Годом позже он снова выиграл турнир, «Импакт» обыграл «Торонто». Таким образом, Мэпп наряду с Дуэйном Де Розарио является единственным игроком, который выигрывал первенство Канады дважды. По окончании сезона 2015 контракт Мэппа с «Монреалем» истёк и продлён не был.
В декабре 2015 года Мэпп был подписан клубом «Спортинг Канзас-Сити», что стало первым в истории MLS подписанием свободного агента внутри лиги. По завершении сезона 2016 Мэпп вновь остался без контракта.
О завершении карьеры Мэпп официально объявил 9 ноября 2017 года.

### Сборная
Мэпп играл за различные молодёжные сборные Соединённых Штатов, в том числе участвовал в юношеском чемпионате мира 2001 года в Тринидаде и Тобаго. Он начал в стартовом составе все пять матчей США на молодёжном чемпионате мира 2003 года в ОАЭ. Мэпп дебютировал в основной сборной 12 октября 2005 года в матче против Панамы. Мэпп также вышел на замену 20 января 2007 года в игре против Дании, в которой, пробежав 70 метров с мячом, отдал голевую передачу Джонатану Борнстейну. Он также играл за США в Кубке Америки 2007 года.

## Личная жизнь
24 марта 2016 года у Мэппа и его подруги Кэтлин Иларио родился ребёнок, которого назвали Джексон Сандерс Мэпп.